# Potamotrygon

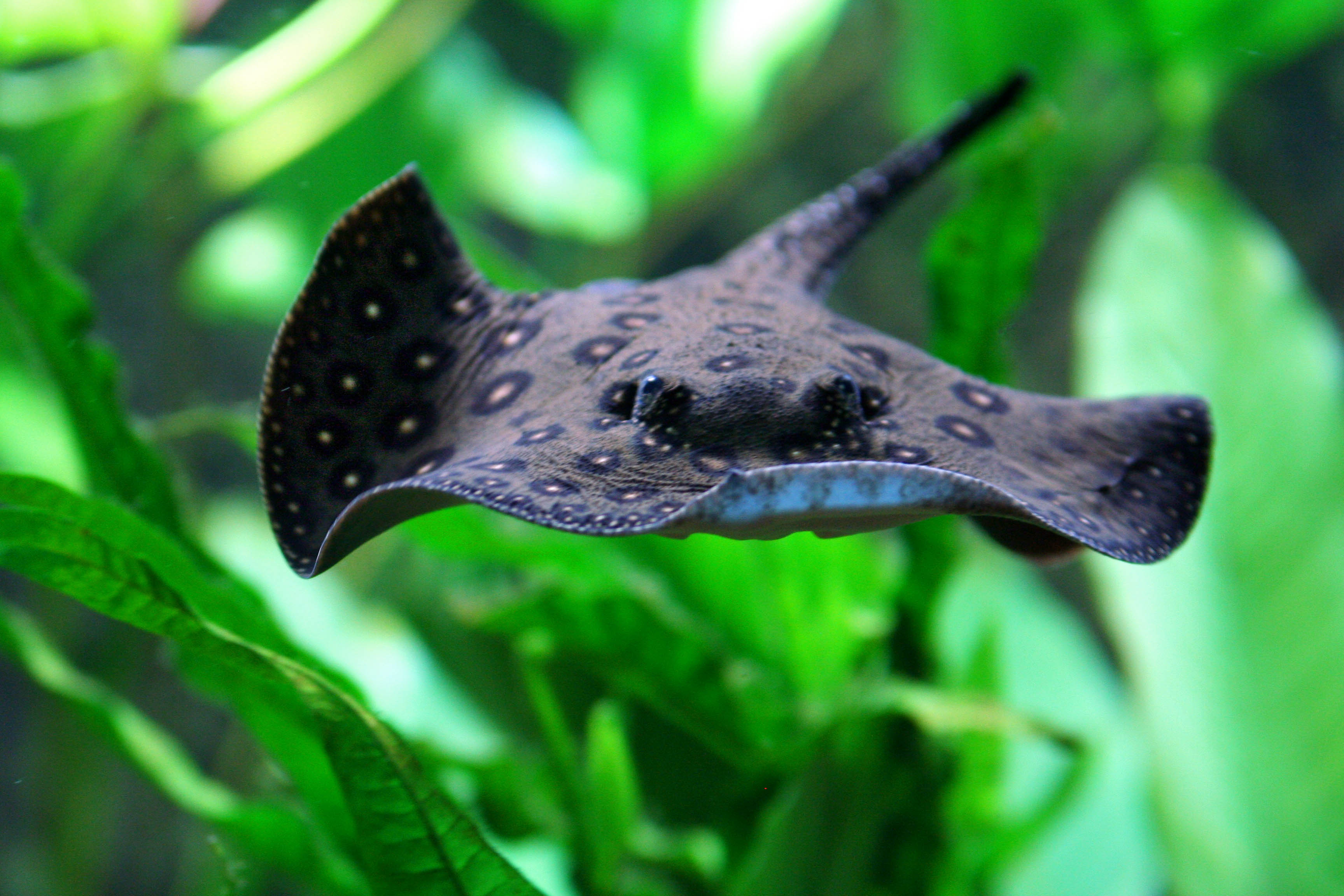
Potamotrygon motoro

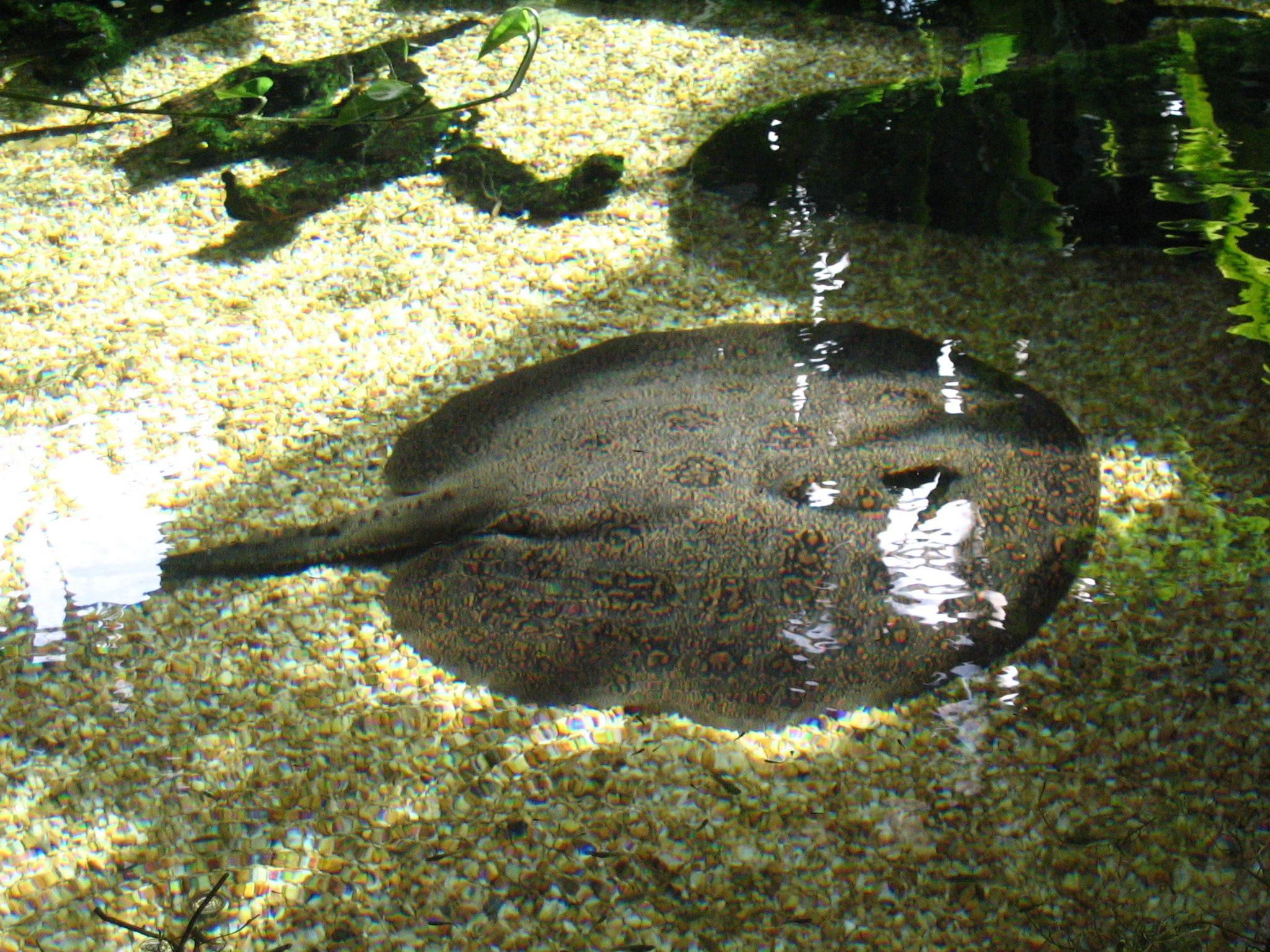
Potamotrygon orbignyi

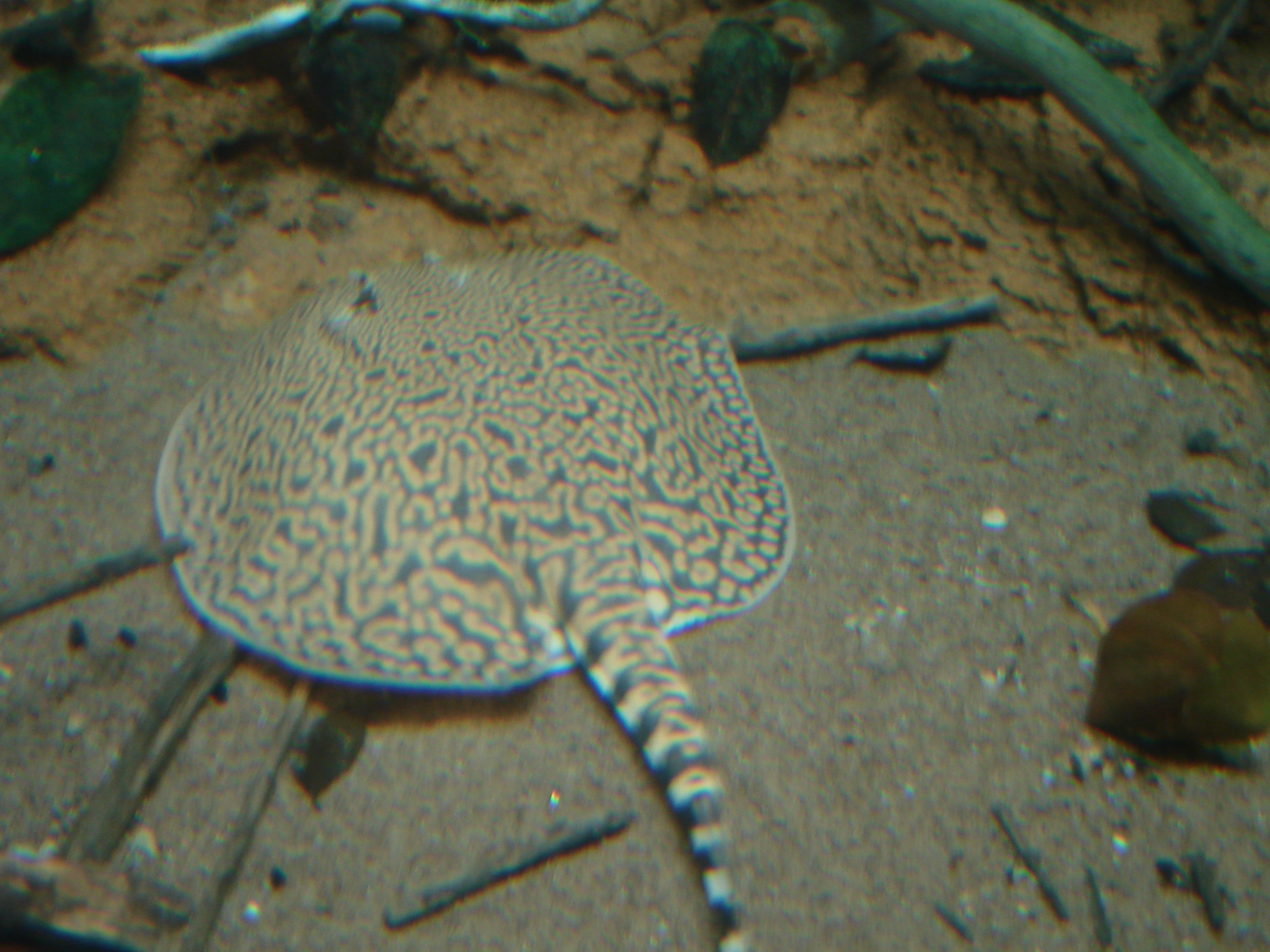
Potamotrygon falkneri

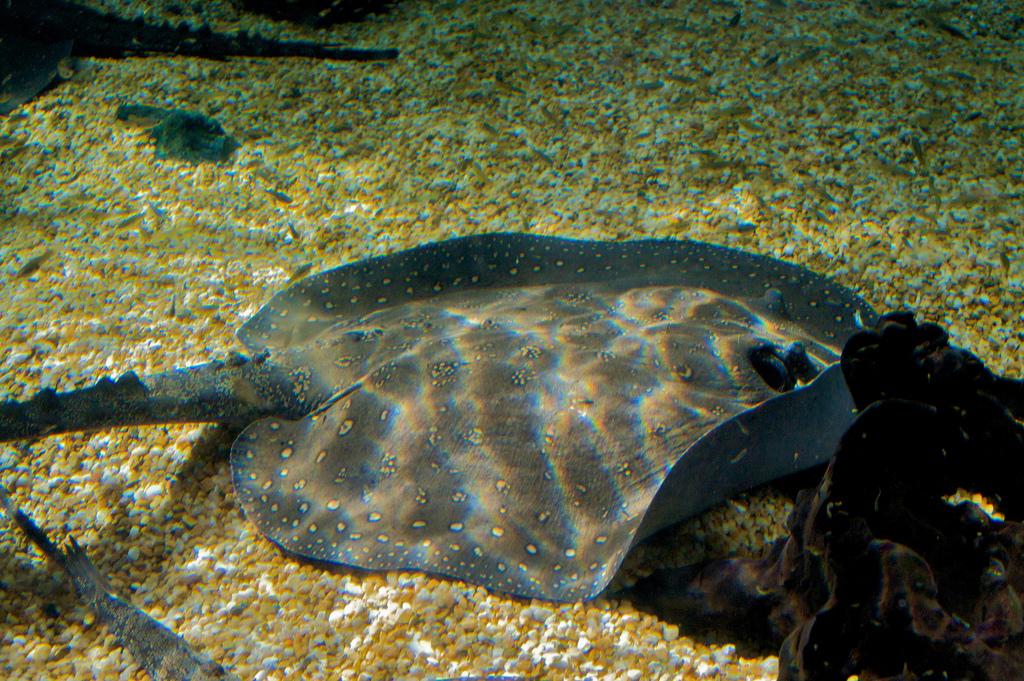
Potamotrygon castexi

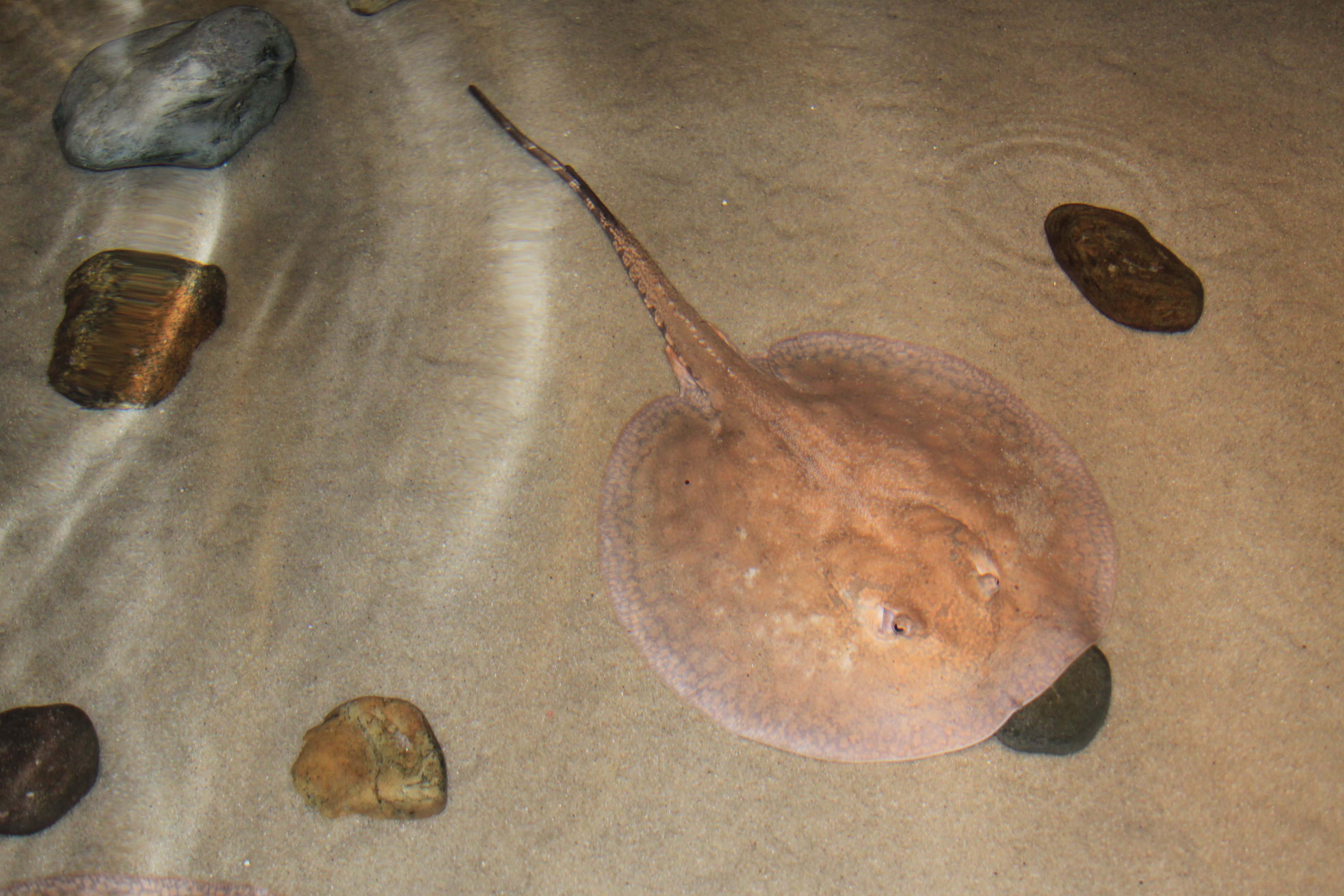
Potamotrygon histrix

Potamotrygon és un gènere de peixos pertanyent a la família dels potamotrigònids.

## Alimentació
Mengen organismes bentònics.

## Distribució geogràfica
Es troba als rius de Sud-amèrica.

## Taxonomia
- Potamotrygon boesemani (Rosa, de Carvalho & de Almeida Wanderley, 2008)[3]
- Potamotrygon brachyura (Günther, 1880)[4]
- Potamotrygon castexi (Castello & Yagolkovski, 1969)[5]
- Potamotrygon constellata (Vaillant, 1880)[6]
- Potamotrygon falkneri (Castex, 1963)[7]
- Potamotrygon henlei (Castelnau, 1855)[8]
- Potamotrygon hystrix (Müller & Henle, 1841)[9]
- Potamotrygon leopoldi (Castex & Castello, 1970)[10]
- Potamotrygon magdalenae (Duméril -ex Valenciennes-, 1865)[11]
- Potamotrygon marinae (Deynat, 2006)[12]
- Potamotrygon motoro (Müller & Henle, 1841)[9]
- Potamotrygon ocellata (Engelhardt, 1912)[13]
- Potamotrygon orbignyi (Castelnau, 1855)[14]
- Potamotrygon schroederi (Fernández-Yépez, 1958)[15]
- Potamotrygon schuhmacheri (Castex, 1964)[16]
- Potamotrygon scobina (Garman, 1913)[17]
- Potamotrygon signata (Garman, 1913)[17]
- Potamotrygon yepezi (Castex & Castello, 1970)[18][19][20][21][22][23][24]

## Observacions
Formen part del comerç de peixos d'aquari.